# Angiopteris opaca
Angiopteris opaca är en kärlväxtart som beskrevs av Edwin Bingham Copeland. Angiopteris opaca ingår i släktet Angiopteris och familjen Marattiaceae. Inga underarter finns listade i Catalogue of Life.